# Bistonina
Genre
Bistonina est un genre d'insectes lépidoptères de la famille des Lycaenidae et de la sous-famille des Theclinae présents en Amérique.

## Dénomination
Le genre a été créé par Robert K. Robbins (d) en 2004.

## Liste des espèces
- Bistonina bactriana (Hewitson, 1868)  présent au Brésil et en Guyane.
- Bistonina biston (Möschler, 1877) présent au Surinam, au Guyana et en Guyane.
- Bistonina erema (Hewitson, 1867) présent au Guatemala, au Surinam, non confirmée au Guyana et en Guyane.
- Bistonina feretria (Hewitson, 1878).
- Bistonina mantica (Druce, 1907)  présent au Brésil.
- Bistonina olbia (Hewitson, 1867)  présent au Brésil et en Guyane[1],[2].

## Répartition
Les Bistonina sont présents en Amérique centrale et Amérique du Sud.